# قهرآباد
قهرآباد یا قهرآباد حومه یا قهرآباد شهرک صنعتی، روستایی از توابع بخش مرکزی در شهرستان سقز است که در استان کردستان ایران قرار دارد.

## جمعیت
این روستا در دهستان سرا واقع شده و براساس سرشماری سال ۱۳۸۵، جمعیت آن ۵۶۱ نفر (۱۱۶ خانوار) بوده‌است.